# Liste von Schiffen mit dem Namen Euro
Den Namen Euro erhielten bisher drei Kriegsschiffe der italienischen Marine.

## Herkunft
Euros (altgriechisch Εὖρος) war in der griechischen Mythologie der Ostwind.

## Namensträger
| Bezeichnung | Schiffsart | Klasse / Typ            | Baujahr | Bauwerft               | Eigner          | Dienstzeit            | Verbleib                   |
| ----------- | ---------- | ----------------------- | ------- | ---------------------- | --------------- | --------------------- | -------------------------- |
| Euro        | Zerstörer  | Lampo-Klasse (1899)     | 1900    | Schichau-Werke, Elbing | Regia Marina    | 1900–1924             | 1924 außer Dienst gestellt |
| Euro        | Zerstörer  | Turbine-Klasse          |         |                        |                 |                       | 1. Oktober 1943 versenkt   |
| Euro        | Fregatte   | Maestrale-Klasse (1981) | 1983    | Fincantieri            | Marina Militare | seit 1984 bis 7. Apr. |                            |